# Киферсфелден
Киферсфелден (њем. Kiefersfelden) општина је у њемачкој савезној држави Баварска. Једно је од 46 општинских средишта округа Розенхајм. Према процјени из 2010. у општини је живјело 6.804 становника. Посједује регионалну шифру (AGS) 9187148.

## Географски и демографски подаци
Киферсфелден се налази у савезној држави Баварска у округу Розенхајм. Општина се налази на надморској висини од 490 метара. Површина општине износи 36,7 km². У самом мјесту је, према процјени из 2010. године, живјело 6.804 становника. Просјечна густина становништва износи 185 становника/km².

## Међународна сарадња
| Мјесто | Држава    | Врста сарадње | Од    |
| ------ | --------- | ------------- | ----- |
| Дамвил | Француска | партнерство   | 1971. |
| Извор  |           |               |       |